# Финале Купа победника купова у фудбалу 1973.
Финале Купа победника купова 1973. одржано је на стадиону Кафтанзоглио у Солуну 16. маја 1973. пред око 40.000 гледалаца. Утакмица је играна између италијанског Милана и енглеског клуба Лидс јунајтед, а завршена је резултатом 1:0 за Милан.
УЕФА је судији доживотно забранила суђење због намештања утакмица. Грчка публика у финалу је реаговала на уочену пристрасност према Милану од стране судије Христоса Михаса бацањем пројектила током победничког круга, али упркос протестима, резултат није поништен. УЕФА је касније доживотно суспендовала Михаса због намештања утакмица, иако његова улога у овој утакмици није истражена.
Лидс, који је сматрао да је судија Христос Михас донео низ неправедних одлука, покушао је да добије реванш меч, али је УЕФА одбила тај захтев. Деценијама касније Ричард Корбет, тада посланик ЕП за Јоркшир и Хамбер, поднео је петицију УЕФА за одузимање титуле у Милану.

## Пут до финала
| АЦ Милан           | АЦ Милан | АЦ Милан | АЦ Милан         |              | Лидс јунајтед  | Лидс јунајтед | Лидс јунајтед | Лидс јунајтед |
| ------------------ | -------- | -------- | ---------------- | ------------ | -------------- | ------------- | ------------- | ------------- |
| Противник          | Ук. рез. | 1. ута   | 2. ута           |              | Противник      | Ук. рез.      | 1. ута        | 2. ута        |
| Ред Бојс Диферданж | 7–1      | 4–1 (Г)  | 3–0 (Д)          | Прво коло    | Анкарагуџу     | 2–1           | 1–1 (Г)       | 1–0 (Д)       |
| Легија Варшава     | 3–2      | 1–1 (Г)  | 2–1 (п.с.н.) (Д) | Друго коло   | Карл Цајс Јена | 2–0           | 0–0 (Г)       | 2–0 (Д)       |
| Спартак Москва     | 2–1      | 1–0 (Г)  | 1–1 (Д)          | Четвртфинале | Рапид Букурешт | 8–1           | 5–0 (Д)       | 3–1 (Г)       |
| Спарта Праг        | 2–0      | 1–0 (Д)  | 1–0 (Г)          | Полуфинале   | Хајдук Сплит   | 1–0           | 1–0 (Д)       | 0–0 (Г)       |

## Утакмица

### Детаљи меча
| Милан      | 1–0      | Лидс јунајтед |
| ---------- | -------- | ------------- |
| Кјаруђи 5’ | Извештај |               |

| Милан | Лидс јунајтед |

|            |    |                    |  |     |
|            |    |                    |  |     |
| GK         | 1  | Вилијам Веки       |  |     |
| SW         | 5  | Маурицио Туроне    |  |     |
| RB         | 2  | Ђузепе Сабадини    |  |     |
| CB         | 4  | Анђело Анкилети    |  |     |
| CB         | 6  | Роберто Розато     |  | 59’ |
| LB         | 3  | Ђулио Зињоли       |  |     |
| RM         | 7  | Рикардо Сољано 90’ |  |     |
| CM         | 8  | Ромео Бенети       |  |     |
| LM         | 10 | Ђани Ривера (к)    |  |     |
| CF         | 9  | Алберто Бигон      |  |     |
| SS         | 11 | Лучано Кјаруђи     |  |     |
| Измене:    |    |                    |  |     |
| CB         | 14 | Дарио Долчи        |  | 59’ |
| Тренер:    |    |                    |  |     |
| Нерео Роко |    |                    |  |     |

|          |    |                   |  |     |
|          |    |                   |  |     |
| GK       | 1  | Дејвид Харви      |  |     |
| RB       | 2  | Пол Рини (к)      |  |     |
| CB       | 11 | Тери Јорат        |  |     |
| CB       | 6  | Норман Хантер 90’ |  |     |
| LB       | 3  | Тревор Чери       |  |     |
| RM       | 7  | Питер Лоримър     |  |     |
| CM       | 4  | Мик Бејтс         |  |     |
| CM       | 5  | Пол Мејдили       |  |     |
| LM       | 10 | Френк Греј        |  | 54’ |
| CF       | 8  | Џо Џордан         |  |     |
| CF       | 9  | Мик Џонс          |  |     |
| Измене:  |    |                   |  |     |
| CB       | 12 | Гордон Меквин     |  | 54’ |
| FW       | 14 | Крис Галвин       |  |     |
| Тренер:  |    |                   |  |     |
| Дон Реви |    |                   |  |     |